# António Nobre (Lyriker)

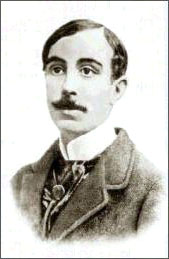
António Nobre

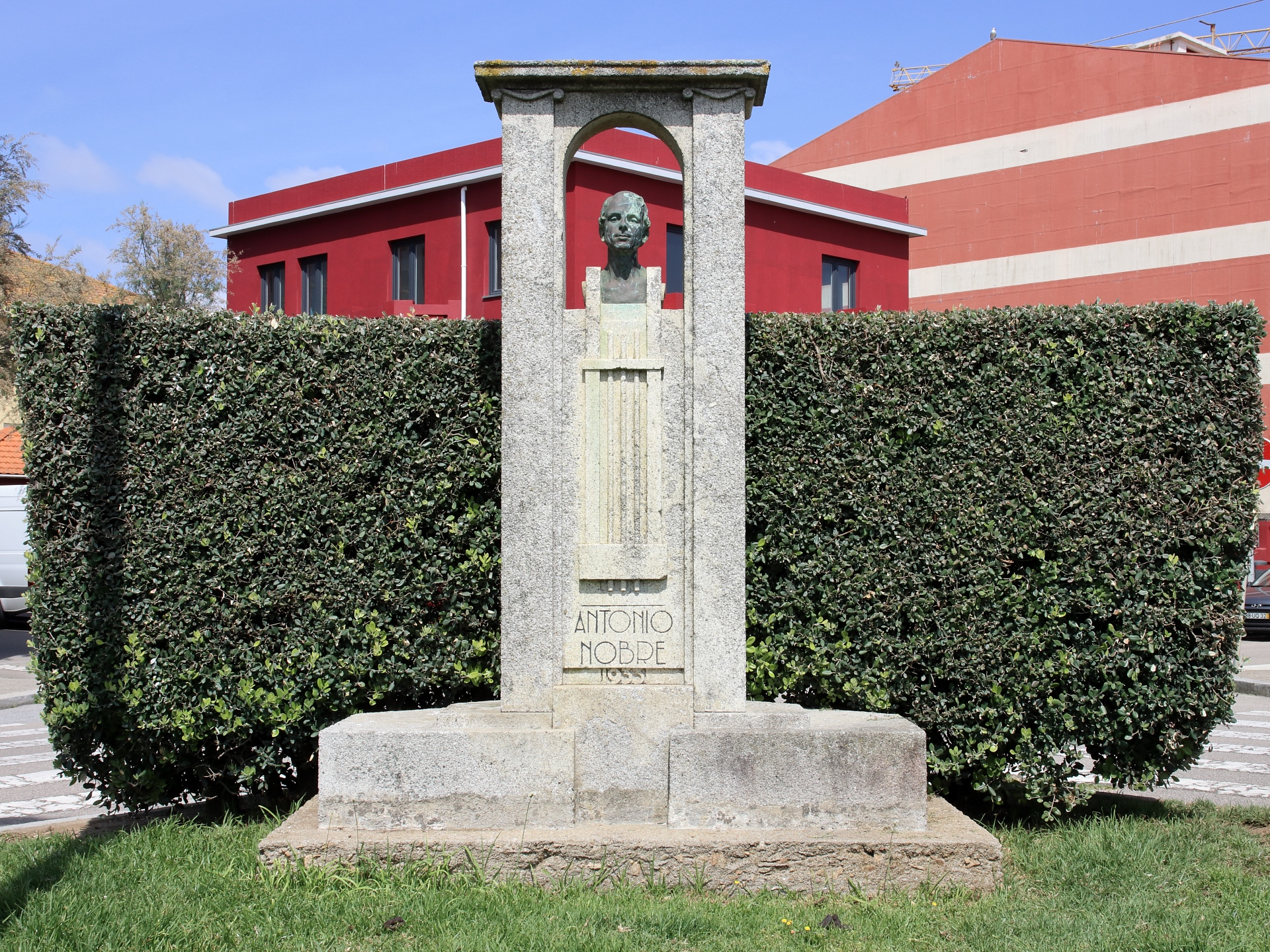
Denkmal António Nobre in Leça da Palmeira

António Nobre (* 16. August 1867 in Porto; † 18. März 1900 in Carreiras, Foz do Douro, Portugal) war ein portugiesischer Lyriker am Ende des 19. Jahrhunderts. Er gilt als einer der bedeutendsten Neuromantiker Portugals.

## Leben
Nobre stammte aus sehr wohlhabenden Verhältnissen. Er studierte zunächst erfolglos 1888 Jura in Coimbra und dann von 1890 bis 1895 Politische Wissenschaften in Paris. Er bereiste die Schweiz und die Vereinigten Staaten und lebte von Februar 1898 bis April 1899 in Funchal, Madeira, wo er aus gesundheitlichen Gründen hingezogen war. 1900 starb er an Tuberkulose. Sein Hauptwerk ist der Gedichtband Só, der im April 1892 in Paris erschien.
Von António Nobre stammt auch der weltbekannte Satz: „Quem não viu Lisboa, não viu coisa boa“ (Wer Lissabon nicht gesehen hat, der hat nichts Schönes gesehen). Er wird oft im Zuge von Dokumentationen, Artikeln, Büchern über Lissabon genannt.

## Werk
- Só, 1892, Gedichte
- Despedidas, 1902 (posthum), Gedichte
- Primeiros Versos, 1921 (posthum), Gedichte

## Ehrungen
In Leça da Palmeira steht in der Rua de Santos Lessa ein Denkmal zu Ehren von António Nobre.